# Championnat de France d'échecs des clubs 1988-1989
 (janvier 2023).
Si vous disposez d'ouvrages ou d'articles de référence ou si vous connaissez des sites web de qualité traitant du thème abordé ici, merci de compléter l'article en donnant les références utiles à sa vérifiabilité et en les liant à la section « Notes et références ».
Navigation
Nationale 1 1987-1988 Nationale 1 1989-1990
Le Championnat de France d'échecs des clubs 1988-1989 est sous la dénomination de Nationale 1 le plus haut niveau du championnat de France de ce sport. Douze clubs participent à cette édition de la compétition.

## Clubs participants
- Bordeaux ASPOM
- Cannes
- Clichy
- Issy-les-Moulineaux
- Metz Fischer (Metz)
- Meudon
- Montpellier Karpov
- Paris Chess XV
- Rennes Paul Bert
- Rouen
- Strasbourg
- Échiquier Toulousin (Toulouse)